# Barrett (Minnesota)
Barrett é uma cidade localizada no estado americano de Minnesota, no Condado de Grant.

## Demografia
Segundo o censo americano de 2000, a sua população era de 355 habitantes. 
Em 2006, foi estimada uma população de 345, um decréscimo de 10 (-2.8%).

## Geografia
De acordo com o United States Census Bureau tem uma área de 
5,4 km², dos quais 5,3 km² cobertos por terra e 0,1 km² cobertos por água.

## Localidades na vizinhança
O diagrama seguinte representa as localidades num raio de 24 km ao redor de Barrett. 